# Città di Willoughby
La città di Willoughby è una Local Government Area che si trova nel Nuovo Galles del Sud. Essa si estende su una superficie di 22,6 chilometri quadrati e ha una popolazione di 67.356 abitanti. La sede del consiglio si trova a Chatswood.